# Korrosionsmedium
Als Korrosionsmedium – auch angreifendes oder korrosives Mittel genannt – bezeichnet man einen flüssigen oder gasförmigen Stoff, der auf damit in Berührung kommende feste Körper, insbesondere Metalle, eine korrosive Wirkung ausübt. Ein flüssiges Korrosionsmedium kann auch in Form einer Metallschmelze vorliegen. Die korrosive Wirkung kann chemisch, elektrochemisch oder biochemisch erfolgen.

## Flüssigkeit als Basis
Sofern das Korrosionsmedium in seiner Basis eine Metallschmelze ist, spricht man von einer (rein) chemischen Korrosivwirkung. In den meisten Fällen ist jedoch Wasser die Basis des Korrosionsmediums. Dann übt dieses eine elektrochemische Korrosivwirkung aus. Mit dem überall gegenwärtigen gasförmigen Sauerstoff können zwar manche metallische Werkstoffe auch ohne Beteiligung eines Elektrolyten zu Metalloxiden reagieren, meistens ist dabei jedoch Wasser beteiligt. Hierfür reicht es schon aus, wenn dieses nur in Form der allgegenwärtigen Luftfeuchtigkeit vorliegt. In der Medizin ist an das Korrosionsmedium Blut oder Speichel zu denken.

## Zusatzstoffe
Wenn es sich um ein Korrosionsmedium in flüssigem Aggregatzustand handelt, z. B. Wasser, können gelöste oder beigemischte Salze (z. B. Chloride, Sulfate Nitrate, Nitrite, Ammoniumsalze), Säuren (z. B. Schwefelsäure), Laugen (z. B. Natronlauge) oder in Lösung durch Hydratation Ionen bildende Gase (z. B. Kohlendioxid, Ammoniak, Schwefeldioxid, Stickoxide, Schwefelwasserstoff) die korrosive Wirkung verstärken. Deshalb ist Meerwasser das am häufigsten vorkommende Korrosionsmedium: Wegen seines Gehalts an gelösten Salzen wirken deren Anionen auf viele Metalle und deren Legierungen stark korrosiv.
Enthält das Wasser korrosiv wirkende Mikroorganismen, spricht man von einer biochemischen Korrosion durch das Medium.

### Anzahl, Zusammensetzung und Konzentration
Es versteht sich, dass es bei den oben genannten, evtl. im Wasser enthaltenen Stoffen nicht nur auf den Gehalt als solchen ankommt, sondern auch auf die Anzahl und Zusammensetzung derselben sowie auf deren Konzentration. So kann zwar durchaus schon eine vergleichsweise geringe Konzentration eines oder mehrerer der Stoffe einen intensivierenden Einfluss auf den Korrosiveffekt des flüssigen Korrosionsmediums haben. Bei höheren Konzentrationen wird sich indessen der Korrosiveffekt in der Regel deutlich erhöhen. Ein Korrosionsmedium im stark sauren Bereich (pH-Wert 0 bis 2) wird beispielsweise eine merkbar stärkere Korrosivwirkung erzielen als ein Korrosionsmedium im schwach sauren Bereich (pH-Wert >2 bis <7). Ähnlich verhält es sich bei basischen (insbesondere alkalischen) Korrosionsmedien (pH-Wert > 7 bis 14) und bei solchen, die gelöste Salze und/oder bestimmte Gase (s. o.) enthalten.

## Korrosivwirkung auf Metalle
Die korrosive Wirkung des Korrosionsmediums beruht auf der Eigenschaft von Metallen, dass sie, wenn sie mit Elektrolyten in Berührung kommen, dazu neigen, in den thermodynamisch begünstigten Ionenzustand überzugehen. Kommen sie dagegen mit Nichtelektrolyten (z. B. Gasen) in Kontakt, so streben sie – unter Bildung von Verbindungen – einen Übergang in thermodynamisch stabilere, energieärmere Zustände an.

## Auswirkung äußerer Einflüsse
Die korrosive Wirkung wird auch durch Temperatur und Bewegung (ruhend oder strömend) des Korrosionsmediums beeinflusst. Des Weiteren hat eine statische oder dynamische Belastung des dem Korrosionsmedium ausgesetzten metallischen Werkstoffes Einfluss auf die korrosive Wirkung. So kann durch Zugspannung oder überlagerte niederfrequente Zugschwellspannung im Zusammenwirken mit einem Korrosionsmedium das Auftreten von Spannungsrisskorrosion begünstigt werden. Höherfrequente Wechselbelastung des metallischen Werkstoffes dagegen kann bei gleichzeitiger Einwirkung eines Korrosionsmediums zu Schwingungsrisskorrosion führen.

## Schutzmaßnahmen
Maßnahmen, um Metalle vor der Einwirkung von Korrosionsmedien zu schützen, sind
- Schutzschichten aller Art, um Korrosionsmedien vom Metall fernzuhalten;
- Kontakt mit unedleren Metallen, was bewirkt, dass zuerst nur diese korrodieren, bis davon nichts mehr unkorrodiert vorliegt (siehe z. B. Verzinken, Opferanode);
- Passivierung, die z. B. bei Aluminium eine natürliche Schutzschicht bildet, deren Dicke aber auch verstärkt werden kann (siehe Eloxieren);
- Aufgabe eines künstlichen elektrochemischen Potentials (z. B. ca. 500 bis 600 mV) auf den dem Korrosionsmedium ausgesetzten, gegebenenfalls mechanisch belasteten (siehe oben) metallischen Werkstoff.